# Umjetna inteligencija (2001.)
Umjetna inteligencija (eng. A.I. Artificial Intelligence), američki znanstveno-fantastični film redatelja Stevena Spielberga iz 2001. godine te ujedno zadnji projekt na kojem je radio veliki Stanley Kubrick.
Kubrick je dugo htio snimiti "A.I.", no odgađao je to jer nije smatrao da su specijalni efekti bili dovoljno uznapredovali za film kakvim je želio da ovaj film bude. Sredinom 1990-ih, napokon smatrajući da je moguće prikazati malog robotskog dječaka u potpunosti računalno, počeo je raditi na scenariju za ovaj film po noveli Briana Aldissa sa Spielbergom. Na kraju suradnje, Kubrick je odlučio da bi Spielbergu film bolje legao i ponudio mu da ga režira, što je ovaj i prihvatio.
Kubrick je umro prije početka snimanja.
Za ulogu Davida, dječaka-robota koji osjeća ljubav, Spielberg je ipak odlučio uzeti pravog glumca, i to već nominiranog za Oscara Haleyja Joela Osmenta. U ostalim ulogama pojavljuju se Jude Law, William Hurt te glas Robina Williamsa.
Film nam donosi pregršt moralnih pitanja koje uglavnom ostavlja bez pravog odgovora pogotovo u impersonalnom djelu promišljanja o određenom pitanju, ali na koncu nudi ljudsku toplinu i ljubav kao rješenje i poantu življenja.

## Nagrade
Film je nominiran za Oscara za najbolje vizualne specijalne efekte i najbolju filmsku glazbu.
Uz to je nominiran i za dva Zlatna globusa: najbolja režija, sporedni glumac Jude Law.
Također, film je osvojio nagradu Saturn za najbolje specijalne efekte, najbolju glazbu, najbolji scenarij, najbolju izvedbu mladog glumca/glumice.

## Kritike
Film je bio uglavnom hvaljen, makar je bilo dosta zamjerki da je sentimentalan. Roger Ebert je filmu dao 3 od 4 zvijezde: "Izvrsnost i pogrešna računica bore se za prostor na ekranu u "Umjetnoj inteligenciji" Stevena Spielberga, filmu koji je istodobno predivan i izluđujuć. Ovdje imamo jedan od najambicioznijih filmova zadnjih godina, prepunom čudesnim prizorima i provokativnim idejama, ali krivo procjenuje kada nas pita da investiramo naše emocije u lik koji je, na kraju krajeva, samo stroj".
Kritičar Arsen Oremović dao je filmu samo jedan od četiri 'kritičarska prsta': "Kubrick će ostati zapamćen kao cinik i hladna osoba koja bi priču o dječaku-robotu koji želi postati pravi dječak tretirala na pravi način: robot je robot i nikada neće biti čovjek, koliko god suza lio. Nasuprot tome, vedri Spielbergov svjetonazor sili "A.I." prema toploj bajci za cijelu obitelj, prema "Pinokiju" obloženim moralnim dvojbama oko nekih suvremenih znanstvenih inicijativa"

## Poveznice
- Umjetna inteligencija

## Vanjske poveznice
- IMDb profil
- Umjetna inteligencija (2001.) na Rotten Tomatoes